# Mezilesí, Pelhřimov
Mezilesí là một làng thuộc huyện Pelhřimov, vùng Vysočina, Cộng hòa Séc.